# Nicolești (okręg Jałomica)
Nicolești – wieś w Rumunii, w okręgu Jałomica, w gminie Miloșești. W 2011 roku liczyła 455 mieszkańców.